# Нассаджі Мазандаран
«Нассаджі Мазандаран» (перс. باشگاه فوتبال نساجی مازندران) — іранський футбольний клуб з міста Ґаєм-Шахр, який грає у Про-лізі Перської затоки. Клуб відрізняється однією із найвищих кількістю уболівальників у Ірані. «Нассаджі Мазандаран» також є найстаршим футбольним клубом у прикаспійському регіоні Ірану, та є одним із найстарших у всьому Ірані. Команда уперше вийшла до вищого іранського дивізіону у 2018 році, ставши другою командою з Мазендерану, яка зіграла у вищому іранському дивізіоні.

## Історія клубу
Клуб «Нассаджі Мазандаран» заснований у місті Ґаем-Шахр у 1959 році текстильною компанією «Нассаджі Мазандаран Компані». Тривалий час команда грала виключно в нижчих лігах. З 1988 року «Нассаджі Мазандаран» грав у провінційному Кубку Ґодс, та вперше вийшов до найвищої на той час ліги Ірану Азадеган у 1991 році. За підсумками сезону 1994—1995 років команда з Ґаем-Шахра вибула до другої ліги. З 2001 року команда знову грала в Лізі Азадеган, яка стала другою за рівнем лігою після встановлення професійного футболу в Ірані. За підсумками сезону 2003—2004 років команда вибула до другого дивізіону, проте за підсумками сезону 2005—2006 років «Нассаджі Мазандаран» повернулась до Ліги Азадеган. У сезоні 2006—2007 років команду очолював відомий у минулому футболіст Насер Хеджазі. У сезоні 2013—2014 років клуб із Ґаем-Шахра мав реальний шанс вийти до найвищого іранського дивізіону, проте фінішував лише третім у групі у другій за значенням лізі, насупного сезону мазендеранська команда також зайняла лише третє місце у групі, відставши від необхідного для виходу до плей-офф за право грати у найвищому дивізіоні лише на 2 очка. Але 29 квітня 2018 року після перемоги над «Рах Аханом» «Нассаджі Мазандаран» здобуває путівку до вищого іранського дивізіону — Про-ліги Перської затоки. У першому сезоні у Про-лізі Перської затоки клуб з Ґаем-Шахра зайняв 10 місце.

## Стадіон
«Нассаджі Мазандаран» від часу заснування проводить домашні матчі та тренування на стадіоні «Ватані», побудованому у 40-х роках ХХ століття радянськими будівельниками. Після Ісламської революції стадіон реконструювали, і його місткість після цього складає 15 тисяч місць.

## Відомі футболісти
- Мохаммад Надері
- Мохсен Бенгар
- Алі Горбані

## Відомі тренери
- Насер Хеджазі
- Ях'я Голмохаммаді
- Мехді Пашазаде
- Джавад Некунам

## Факти
Саме під час матчу «Нассаджі Мазандарана» із клубом «Зоб Ахан» на стадіоні в Ґаєм-Шахрі жінці-фотокореспонденту вперше в Ірані вдалось отримати якісні знімки футбольного матчу в чоловічій лізі. У країні доступ жінкам на спортивні змагання за участю чоловіків заборонений, проте жінці-фотографу на ім'я Паріса Пуртахерін вдалось зробити якісні знімки футбольного матчу з даху одного із прилеглих до стадіону будинків.

## Титули
- Володар Кубка Ірану (1): 2021/22